# 海布里奇 (肯塔基州)
海布里奇（英語：High Bridge）是位於美國肯塔基州傑薩曼縣的一個人口普查指定地區。

## 人口
根據2020年美國人口普查的數據，海布里奇的面積為6.03平方千米，當中陸地面積為5.65平方千米，而水域面積為0.38平方千米。當地共有人口268人，而人口密度為每平方千米44.44人。